# Teracotona metaxantha
Teracotona metaxantha là một loài bướm đêm thuộc phân họ Arctiinae, họ Erebidae.